# 特朗佐
特朗佐（法語：Tranzault，法語發音：[tʁɑ̃zo]）是法国安德尔省的一个市镇，位于该省东南部，属于拉沙特尔区。

## 地理
特朗佐（46°37'51"N, 1°51'0"E）面积17.97 平方千米，位于法国中央-卢瓦尔河谷大区安德尔省，该省份为法国中部省份，北起卢瓦-谢尔省，西北接安德尔-卢瓦尔省，西南接维埃纳省，南至克勒兹省和上维埃纳省，东临谢尔省。
与特朗佐接壤的市镇（或旧市镇、城区）包括：富日罗勒、利斯圣乔治、安德尔河畔梅尔、蒙蒂普雷、讷维圣塞皮尔克、萨尔宰。

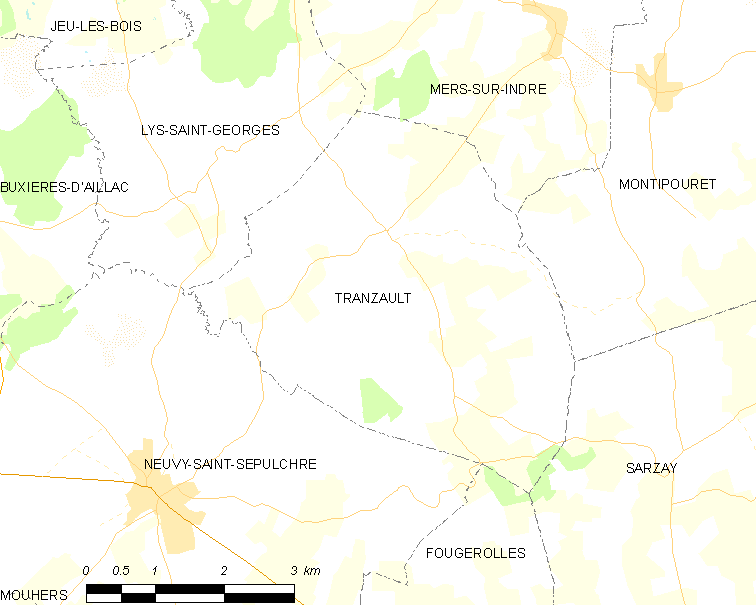
特朗佐的OSM定位图

特朗佐的时区为UTC+01:00、UTC+02:00（夏令时）。

## 行政
特朗佐的邮政编码为36230，INSEE市镇编码为36226。

## 政治
特朗佐所属的省级选区为讷维圣塞皮尔克县。

## 人口

1962-2008年间特朗佐人口变化图示

特朗佐于2022年1月1日时的人口数量为347人。